# The Face (Mỹ mùa 2)
The Face U.S. 2014 là mùa thứ hai của chương trình truyền hình thực tế tìm kiếm người mẫu quảng cáo cho các nhãn hàng tại Mỹ, do Siêu mẫu Naomi Campbell sản xuất và là huấn luyện viên của mùa giải đầu tiên, cùng với hai siêu mẫu mới trong mùa giải này là Anne Vyalitsyna và Lydia Hearst sẽ cùng dẫn dắt các thí sinh. Nigel Barker sẽ có vai trò là người dẫn chương trình một lần nữa. Chương trình sẽ lên sóng vào ngày 5 tháng 3 năm 2014 trên kênh Oxygen.
Quán quân của mùa giải này là Tiana Zarlin, 20 tuổi đến từ San Diego, thuộc đội huấn luyện viên Anne Vyalitsyna. Cô giành được: 1 hợp đồng với thương hiệu chăm sóc tóc Frédéric Fekkai và xuất hiện trên trang bìa tạp chí Elle.

## Thí sinh
(Tính theo độ tuổi khi còn trong cuộc thi)
| Thí sinh          | Tuổi | Chiều cao               | Quê quán                           | Huấn luyện viên | Bị loại | Thứ hạng    |
| ----------------- | ---- | ----------------------- | ---------------------------------- | --------------- | ------- | ----------- |
| Isabelle Bianchi  | 19   | 1,75 m (5 ft 9 in)      | Geneva, Thụy Sĩ                    | Anne            | Tập 1   | 12          |
| Nakisha Bromfield | 20   | 1,80 m (5 ft 11 in)     | The Bronx                          | Lydia           | Tập 2   | 11          |
| Kira Dikhtyar     | 24   | 1,75 m (5 ft 9 in)      | Moskva, Nga                        | Naomi           | Tập 3   | 10          |
| Alana Duval       | 22   | 1,70 m (5 ft 7 in)      | Brownsville                        | Naomi           | Tập 4   | 9           |
| Allison Millar    | 19   | 1,79 m (5 ft 10+1⁄2 in) | Charleston                         | Lydia           | Tập 5   | 8           |
| Khadisha Gaye     | 20   | 1,80 m (5 ft 11 in)     | Dakar, Senegal                     | Anne            | Tập 6   | 7           |
| Sharon Gallardo   | 24   | 1,75 m (5 ft 9 in)      | Santo Domingo, Cộng hòa Dominicana | Anne            | Tập 7   | 6           |
| Amanda Gullickson | 18   | 1,79 m (5 ft 10+1⁄2 in) | Charlotte                          | Lydia           | Tập 8   | 5           |
| Felisa Wiley      | 19   | 1,79 m (5 ft 10+1⁄2 in) | Saint Thomas, Quần đảo Virgin      | Naomi           | Tập 9   | 4 (bỏ cuộc) |
| Afiya Bennett     | 18   | 1,77 m (5 ft 9+1⁄2 in)  | Brooklyn                           | Naomi           | Tập 10  | 3-2         |
| Ray Clanton       | 18   | 1,80 m (5 ft 11 in)     | Miami                              | Lydia           | Tập 10  | 3-2         |
| Tiana Zarlin      | 20   | 1,80 m (5 ft 11 in)     | San Diego                          | Anne            | Tập 10  | 1           |

## Danh sách các tập

### Tập 1: Đối mặt bắt đầu
Lần đầu phát sóng: ngày 5 tháng 3 năm 2014
Mùa giải bắt đầu khi mười hai người vào chung kết gặp gỡ các cố vấn của họ là Anne Vyalitsyna, Lydia Hearst và Naomi Campbell tại Bryant Park, nơi họ được chia thành ba đội bốn người. Sau đó, họ phải tạo dáng cùng nhau sau cửa sổ trước cửa hàng trong chiến dịch quảng cáo cho Juicy Couture. Đội chiến thắng được tiết lộ, và một trong những người mẫu hy vọng đã cắt đứt ước mơ của cô ấy.
- Huấn luyện viên và đội chiến thắng: Naomi Campbell
- Thí sinh vào phòng loại trừ: Isabelle Bianchi và Ray Clanton
- Bị loại: Isabelle Bianchi
- Khách mời đặc biệt: Matthew Ellenberger

### Tập 2: Khoe diện mạo mới
Lần đầu phát sóng: ngày 12 tháng 3 năm 2014
Những người mẫu tham vọng sẽ được thực hiện tại salon Frédéric Fekkai. Đối với chiến dịch, các người mẫu phải tạo dáng khỏa thân trong một buổi chụp cho trang web của thương hiệu. Kịch tính leo thang sau khi Naomi gọi một trong những người mẫu của mình, khiến cô ấy xung đột với những cô gái còn lại. Sau khi đội của cô ấy được tiết lộ là người chiến thắng trong chiến dịch, Naomi trở nên chỉ trích hai người mẫu mà các cố vấn thua cuộc đã chọn để đưa vào phòng loại trừ.
- Huấn luyện viên và đội chiến thắng: Naomi Campbell
- Thí sinh vào phòng loại trừ: Khadisha Gaye và Nakisha Bromfield
- Bị loại: Nakisha Bromfield

### Tập 3: Tiệc tối trên sàn diễn
Lần đầu phát sóng: ngày 12 tháng 3 năm 2014
Naomi tấn công Anne và Lydia vì đã chọn những người mẫu da đen duy nhất của họ để đưa vào cuộc tranh cãi về chủng tộc trong tập trước. Các cô gái sau đó gặp Tyson Beckford trong một thử thách học catwalk để chuẩn bị cho một show diễn trên đường băng sắp tới. Đối với chiến dịch, các người mẫu phải bước trên sàn catwalk trên bàn tiệc trong trang phục của Pamella Roland. Tập phim lên đến đỉnh điểm là sự đổ vỡ tình cảm của một trong các thí sinh, và lần đầu tiên, một trong các huấn luyện viên xông vào phòng loại ngay giữa buổi lễ.
- Huấn luyện viên và đội chiến thắng: Anne Vyalitsyna
- Thí sinh vào phòng loại trừ: Kira Dikhtyar và Ray Clanton
- Bị loại: Kira Dikhtyar
- Khách mời đặc biệt: Pamella Roland, Tyson Beckford

### Tập 4: Bán, Bán, Bán!
Lần đầu phát sóng: ngày 26 tháng 3 năm 2014
Các buổi chụp thử nghiệm được đưa ra ngoài cửa sổ vì các người mẫu được thông báo rằng họ sẽ phải thực hiện phần còn lại của các chiến dịch mà không được chuẩn bị. Sau khi tin tức được tiết lộ, các thí sinh được giới thiệu với khách hàng của họ cho chiến dịch, Giám đốc điều hành của thương hiệu phong cách sống Alex và Ani, Giovanni Feroce. Mục tiêu của cảnh quay là tạo ra một đoạn phim quảng cáo dài ba mươi giây chỉ trong một lần quay. Trở lại gác xép, một mối thù xảy ra giữa hai người mẫu.
- Huấn luyện viên và đội chiến thắng: Anne Vyalitsyna
- Thí sinh vào phòng loại trừ: Alana Duval & Allison Millar
- Bị loại: Alana Duval
- Khách mời đặc biệt: Giovanni Feroce

### Tập 5: Trở nên Viral
Lần đầu phát sóng: ngày 2 tháng 4 năm 2014
Các đội một lần nữa phải tham gia vào một chiến dịch video, trước sự thất vọng của đội Lydia's Allison. Mục tiêu là tạo video lan truyền dài 30 giây với thói quen khiêu vũ sẽ tạo ra tiếng vang cho thương hiệu nổi bật, Libeskind Berlin. Karen Elson xuất hiện với tư cách khách mời để giúp các người mẫu tạo ra quảng cáo tốt nhất có thể. Đội Anne V giành được chiến thắng thứ ba liên tiếp, và Anne một lần nữa phải quyết định số phận của một trong những người hy vọng.
- Huấn luyện viên và đội chiến thắng: Anne Vyalitsyna
- Thí sinh vào phòng loại trừ: Allison Millar & Felisa Wiley
- Bị loại: Allison Millar
- Khách mời đặc biệt: Karen Elson , Natalie Sears

### Tập 6: Chỉ là một trong những con trai
Lần đầu phát sóng: ngày 9 tháng 4 năm 2014
Nigel Barker giới thiệu các thí sinh siêu sao drag quên RuPaul, người dạy các cô gái về sự đảo ngược vai trò giới tính. Đối với chiến dịch, các cố vấn tạo dáng trước ống kính với người mẫu của họ để chụp ảnh sẽ được đăng trên trang web của Elle.com. Chuỗi chiến thắng của Đội Anne cuối cùng cũng dừng lại, và trong phòng loại trừ, một trong những thí sinh mong muốn cô ấy có thể chuyển đội.
- Huấn luyện viên và đội chiến thắng: Naomi Campbell
- Thí sinh vào phòng loại trừ: Khadisha Gaye và Amanda Gullickson
- Bị loại: Khadisha Gaye
- Khách mời đặc biệt: Joe Zee, RuPaul

### Tập 7: Trói buộc nam
Lần đầu phát sóng: ngày 16 tháng 4 năm 2014
Các người mẫu tạo dáng thân mật với những người hoàn toàn xa lạ, trong chiến dịch quảng cáo đồ lót gợi cảm cho Fleur du Mal. Họ sẽ cần phải tìm ra sự ăn ý với các người mẫu nam của mình để có thể tiếp tục tham gia cuộc thi. Lydia nâng tầm trò chơi của mình bằng một kỹ thuật mạnh mẽ hơn.
- Huấn luyện viên và đội chiến thắng: Lydia Hearst
- Thí sinh vào phòng loại trừ: Felisa Wiley và Sharon Gallardo
- Bị loại: Sharon Gallardo
- Nhiếp ảnh gia: Hao Zeng
- Khách mời đặc biệt: Jennifer Zuccarini

### Tập 8: Kim cương là người bạn tốt nhất của người mẫu
Lần đầu phát sóng: ngày 23 tháng 4 năm 2014
Các người mẫu quay quảng cáo đồ trang sức cho Chopard. Họ phải giữ bình tĩnh khi chạy trên đôi giày cao gót 10 inch và mặc những bộ váy hạn chế do nhà thiết kế yêu thích của Lady Gaga, Iris Van Herpen, thực hiện. Afiya và Naomi không nhìn thấy nhau.
- 'Huấn luyện viên và đội chiến thắng': Naomi Campbell
- Thí sinh vào phòng loại trừ: Amanda Gullickson và Tiana Zarlin
- Bị loại: Amanda Gullickson
- Đạo diễn: Roberto Serrini
- Khách mời đặc biệt: Anne Slowey, Marc Hruschka

### Tập 9: Vận may
Lần đầu phát sóng: ngày 30 tháng 4 năm 2014
Khả năng bình tĩnh của các người mẫu được kiểm tra khi họ phát biểu trước một căn phòng đầy báo chí. Khi có điều gì đó khiến các người mẫu mất cảnh giác, người ta sẽ mất mặt với huấn luyện viên của cô ấy và rất khó phục hồi.
- Huấn luyện viên và đội chiến thắng: Anne Vyalitsyna
- Thí sinh vào phòng loại trừ: Felisa Wiley và Ray Clanton
- Bỏ cuộc: Felisa Wiley
- Khách đặc biệt: Alyssa Montemurro, Chandra Coleman Harris, Denise Davila, Frédéric Fekkai, Jennifer Jackson, Jennifer Peros, JP Kuehlwein, Leah Chernikoff, Perez Hilton, Samantha Yanks

### Tập 10: Ai sẽ là The Face
Lần đầu phát sóng: ngày 7 tháng 5 năm 2014
Những người mẫu còn lại phải lóa mắt Frederic Fekkai trong ba thử thách khó nhất. Cuối cùng, sẽ chỉ có một người trở thành người phát ngôn và đại sứ cho chiến dịch quảng cáo quốc gia năm 2014 của Frédéric Fekkai và giành được sức lan tỏa đáng thèm muốn trên tạp chí Elle số tháng 7.
- Ba người cuối cùng: Afiya Bennett , Ray Clanton & Tiana Zarlin
- Gương mặt của Frédéric Fekkai: Tiana Zarlin
- Huấn luyện viên và đội chiến thắng: Anne Vyalitsyna
- Nhiếp ảnh gia: Gilles Bensimon
- Khách mời đặc biệt: Anne Slowey, Frédéric Fekkai, Roberta Myers, Tyson Beckford

## Bảng loại trừ
| Thí sinh              | Tập       | Tập       | Tập       | Tập       | Tập       | Tập       | Tập       | Tập       | Tập       | Tập       | Tập |
| Thí sinh              | 1         | 2         | 3         | 4         | 5         | 6         | 7         | 8         | 9         | 10        |     |
| --------------------- | --------- | --------- | --------- | --------- | --------- | --------- | --------- | --------- | --------- | --------- | --- |
| Chiến thắng thử thách |           |           | Tiana     |           | Sharon    |           |           |           |           |           |     |
| Tiana                 | An toàn   | An toàn   | Thắng     | Thắng     | Thắng     | An toàn   | An toàn   | Nguy hiểm | Thắng     | Quán quân |     |
| Afiya                 | Thắng     | Thắng     | An toàn   | An toàn   | An toàn   | Thắng     | An toàn   | Thắng     | An toàn   | Á quân    |     |
| Ray                   | Nguy hiểm | An toàn   | Nguy hiểm | An toàn   | An toàn   | An toàn   | Thắng     | An toàn   | Nguy hiểm | Á quân    |     |
| Felisa                | Thắng     | Thắng     | An toàn   | An toàn   | Nguy hiểm | Thắng     | Nguy hiểm | Thắng     | Bỏ cuộc   |           |     |
| Amanda                | An toàn   | An toàn   | An toàn   | An toàn   | An toàn   | Nguy hiểm | Thắng     | Loại      |           |           |     |
| Sharon                | An toàn   | An toàn   | Thắng     | Thắng     | Thắng     | An toàn   | Loại      |           |           |           |     |
| Khadisha              | An toàn   | Nguy hiểm | Thắng     | Thắng     | Thắng     | Loại      |           |           |           |           |     |
| Allison               | An toàn   | An toàn   | An toàn   | Nguy hiểm | Loại      |           |           |           |           |           |     |
| Alana                 | Thắng     | Thắng     | An toàn   | Loại      |           |           |           |           |           |           |     |
| Kira                  | Thắng     | Thắng     | Loại      |           |           |           |           |           |           |           |     |
| Nakisha               | An toàn   | Loại      |           |           |           |           |           |           |           |           |     |
| Isabelle              | Loại      |           |           |           |           |           |           |           |           |           |     |

 Team Anne  

 Team Lydia  

 Team Naomi 
     Thí sinh chiến thắng
     Thí sinh về nhì
     Thí sinh chiến thắng thử thách theo nhóm
     Thí sinh lọt vào top nguy hiểm
     Thí sinh bị loại
     Thí sinh bỏ cuộc
- Trong tập 1, 12 thí sinh được chia vào đội của họ. Thử thách đầu tiên và buổi loại trừ đều cùng diễn ra ở tập đó.
- Trong tập 5, đội Anne chiến thắng thử thách và Sharon được nhận phần thưởng cá nhân vì là người làm tốt nhất trong đội.
- Trong tập 9, Felisa bỏ cuộc trước khi Anne đưa ra quyết định.

### Thử thách mỗi tập
- Tập 1: Trình diễn thời trang trong đồ lót; Manơcanh theo đội cho Juicy Couture
- Tập 2: Khỏa thân theo đội cho Frédéric Fekkai
- Tập 3: Trình diễn thời trang cho Pamella Roland
- Tập 4: Quay quảng cáo cho Alex and Ani
- Tập 5: Video nổi tiếng cho Liebeskind Berlin
- Tập 6: Hoán đổi giới tính cho Elle
- Tập 7: Đồ lót Fleur du Mal với người mẫu nam
- Tập 8: Quay quảng cáo cho trang sức Chopard theo thời trang tương lai
- Tập 9: Phát ngôn cho sản phẩm mới của Frédéric Fekkai; Phỏng vấn với Perez Hilton
- Tập 10: Casting cho Frédéric Fekkai; Vẻ đẹp chân dung cho Frédéric Fekkai bởi Gilles Bensimon